# Louve (Thorgal)
Pour les articles homonymes, voir Louve.
Louve est le seizième tome de la série de bande dessinée Thorgal, dont le scénario a été écrit par Jean Van Hamme et les dessins réalisés par Grzegorz Rosiński.

## Synopsis
Cet album relate les circonstances troublées de la naissance du second enfant de Thorgal et d'Aaricia, Louve.

## Publication
- Le Lombard, novembre 1990,  (ISBN 2-8036-0845-6)
- Le Lombard, janvier 2002,  (ISBN 2-80361-782-X)

14 rééditions en tout au Lombard
Album repris dans l’Intégrale T3, édition Niffle N&B, la grande bibliothèque, aout 2018